# Lhari
Lhari, även känd som Jiali på kinesiska, är ett härad som lyder under prefekturen Nakchu i Tibet-regionen i sydvästra Kina.